# 日根野高吉
日根野高吉（日语：／ Hineno Takayoshi，1539年—1600年8月5日）是日本戰國時代武將。父親是日根野弘就。信濃諏訪藩（高島藩）初代藩主。別名高弘。

## 經歷
最初仕於美濃齋藤氏。在齋藤氏滅亡後仕於織田信長，在信長死後先後仕於織田信孝和羽柴秀吉。在天正18年（1590年）的小田原征伐中因為攻略山中城的功績而被讚賞，被賜予信濃高島3萬8千石（異説是2萬7千石或2萬8千石），築起被稱為「諏訪的浮城」的高島城。在文祿之役中駐屯在肥前名護屋。在建築伏見城時亦立下功勞。
在慶長5年（1600年）的關原之戰中屬於東軍，但是在戰前的6月26日死去。享年62歲。戒名是鑑照院殿鐵叟玄心大居士。墓所在長野縣諏訪郡下諏訪町東町中的慈雲寺。之後由嫡男吉明繼承。